# Jean-Jacques Aillagon
Jean-Jacques Aillagon (ur. 2 października 1946 w Metzu) – francuski menedżer i działacz kulturalny, a także polityk, w latach 1996–2002 prezes Centre Georges Pompidou, od 2002 do 2004 minister kultury i komunikacji, w latach 2007–2011 dyrektor pałacu wersalskiego.

## Życiorys
Studiował historię sztuki na Uniwersytecie w Tuluzie oraz na Université de Paris X. W latach 1973–1976 pracował jako nauczyciel w departamencie Corrèze. Później obejmował różne stanowiska administracyjne w instytucjach kulturalnych. Był m.in. wicedyrektorem akademii sztuk pięknych École nationale supérieure des beaux-arts, a w latach 1982–1985 dyrektorem Musée national d’Art moderne działającego w ramach Centre Georges Pompidou. Pełnił następnie funkcje wicedyrektora i dyrektora departamentu kultury we władzach miejskich Paryża zarządzanych przez Jacques’a Chiraca, a także dyrektora miejskiej instytucji Vidéothèque de Paris. W latach 1996–2002 zajmował stanowisko prezesa Centre Georges Pompidou.
Od maja 2002 do marca 2004 sprawował urząd ministra kultury i komunikacji w dwóch gabinetach, na czele których stał Jean-Pierre Raffarin. W latach 2004–2010 był członkiem Rady Ekonomicznej i Społecznej oraz rady regionalnej Lotaryngii (z ramienia UMP).
W 2004 został także doradcą François Pinaulta, prezesa koncernu Artemis, a w 2005 dyrektorem generalnym stacji telewizyjnej TV5 Monde. W latach 2007–2011 był prezesem EPV, organu zajmującego się administrowaniem Pałacem wersalskim, a w 2013 dyrektorem muzeum Les Arts Décoratifs.
Odznaczony Legią Honorową IV i III klasy, Orderem Narodowym Zasługi IV klasy, Orderem Palm Akademickich I klasy oraz Orderem Sztuki i Literatury I klasy.
Jest jawnym homoseksualistą.